# Брак в Корее
Брак в Корее отражает многие обычаи и ожидания от браков в других обществах. Современные практики — это сочетание тысячелетних традиций и мировых влияний.

## Брак в досовременной Корее

### Брак в период Корё (918—1392 гг.)
Браки в период Корё заключались в основном по политическим и экономическим соображениям, по крайней мере, среди аристократии.
У короля Тхэджо, основателя династии Корё, было 6 королев и 24 вторых жены, с которыми он заключал союзы ради альянсов с другими аристократическими семьями. Однако он выдал всех своих дочерей, кроме двух, за их сводных братьев, вместо того, чтобы использовать их для дальнейшего создания и утверждения союзов. Эту стратегию продолжили его преемники. Практика выдачи королевских дочерей замуж за сводных братьев прекратилась по настоянию Монгольской империи, и монгольские и корейские королевские семьи обменялись принцессами. :60Короли Корё женились на имперских принцессах династии Юань (Монгольская империя), начиная с женитьбы короля Чхуннёля на дочери Хубилай-хана. Брак кузенов был обычным явлением в ранний период Корё, и некоролевские аристократы также выдавали дочерей замуж за сводных братьев от разных матерей. Однако такие кровнородственные браки постепенно запрещались путем запрета детям таких лиц занимать должности в государственной бюрократии, а позже стали называться супружескими изменами, но часто сохранялись, несмотря на эти санкции.
В отличие от преобладающего обычая патрилокального проживания супружеских пар в период Чосон и современной эпохи, у корейцев периода Корё муж нередко проживал по матрилокально со своей женой и её родителями после свадьбы. Свадебные церемонии проводились в доме семьи невесты, а средний возраст вступления в брак был возрастом поздних подростков, причем аристократы женились раньше, чем простолюдины. Свадьбы включали обмен подарками и банкет, которые должны были продемонстрировать богатство семьи невесты. Обмена богатством невесты или приданым не было. Браки часто устраивали сваты. Общество Корё было сильно стратифицированным, и родство и статус определялись на двусторонней основе, включая статус родственников как матерей, так и отцов. Таким образом, в отличие от периода Чосон, невесты и мужья после брака оставались членами как своей родственной группы, так и родственной семьи. Брак в идеале не приводил к разделению домашнего хозяйства на более мелкие единицы, и семьи предпочитали оставлять своих дочерей после замужества, с мужьями или без них. Перспектива наследства от родственников мужа могла быть важным мотивом для мужей поселиться у родственников своих жен. Наследование не определялось первородством, и сыновья, и дочери получали равные доли наследства от своих родителей.
Хотя практиковалось многоженство, жены и их потомки не оценивались по рангу, и каждый имел равные права наследников. Браки легко могли быть расторгнуты мужьями или женами. Женщина, которая слишком часто выходила замуж повторно, могла получить негативную репутацию распутницы, но корейцы династии Корё не считались ханжами, по крайней мере, по китайским стандартам того времени. Не было никаких запретов на повторный брак вдов, кроме соблюдения периода траура. Потомство вдовца осталось у их матери и её семьи.

### Брак в период Чосон (1392—1910)
Различия были введены в начале правления династии Чосон, в подражание феодальному имперскому Китаю, в котором различались главные и вторые жены, тем самым уточняя линию наследования. Существенными критериями для первой жены было то, что она входила в семью своего мужа девственницей и что она не могла быть потомком низшего сословия в случае браков с дворянами, которые при введении этого правила были вынуждены выбирать какую из их уже многочисленных жен назначить основной. В подражание уголовному кодексу династии Мин основные жены не могли быть разведены ради другой, а рейтинг жен не мог быть изменён. Цель реформы рейтинга жен заключалась в том, чтобы повысить четкость различий социального статуса в обществе. С тех пор элита обычно выбирала своих первых жен из других семей Янбан, а второстепенных жен выбирала из низших классов, увеличивая различие между аристократией Янбан и простолюдинами.
В этот период патрилокальное проживание после брака стало нормой благодаря продиктованным королевской властью изменениям в законах, регулирующих траурные обязанности и права наследования. Этот сдвиг был частично достигнут за счет все более строгих ограничений на кровнородственные браки, сначала запретив браки с матрилинейными двоюродными братьями, затем распространив их на троюродных братьев и, в конечном итоге, расширив запрет на браки между людьми с одной и той же фамилией к 1669 году. В 1427 г. был принят ещё один китайский закон, устанавливавший брачный возраст для первого брака в 15 лет для мужчин и 14 лет для женщин, хотя, если родитель был хронически болен или был пожилым (старше 50 лет), предельный брачный возраст мог быть снижен до 12 лет. Основанием для предотвращения ранних браков было убеждение, что дети, вышедшие замуж слишком рано, не будут достаточно социализированы, чтобы понимать обязанности супругов, и, следовательно, неспособны должным образом социализировать своих собственных детей. Однако этот закон часто нарушался. Мужчины-аристократы янбан, как правило, женились моложе, чем простолюдины. Обеспокоенность законодателей предполагаемым отсутствием женщин, пригодных для замужества, привела к принятию законов, согласно которым семьи подлежат наказанию за то, что они не выдают девушек замуж в надлежащее время.

## Брак в Северной Корее
После установления коммунистического режима в Северной Корее в конце 1940-х годов нормы по семейным делам между Севером и Югом начали расходиться, поскольку правительство Северной Кореи быстро ввело ряд новых законов и постановлений, влияющих на семейное право. Одним из толчков для принятия новых законов была революционная риторика в поддержку гендерного равенства (однако гендерное равенство в Северной Корее остается серьёзной проблемой, и большинство независимых наблюдателей приходят к выводу, что Северная Корея все ещё далека от достижения паритета между полами.).
Помолвка не признается юридически. Брак разрешен в возрасте 18 лет (для мальчиков) и 11 лет (для девочек). В отличие от Южной Кореи, здесь нет законодательных положений, регулирующих или запрещающих браки между лицами в случаях кровного родства или других видов семейных отношений. Развод разрешен при условии административного разрешения.
По состоянию на конец 2010-х годов уровень брака в Северной Корее был очень высоким (более 96 % взрослых в возрасте старше 30 лет состоят в браке), а уровень разводов был очень низким (менее 1 % населения Северной Кореи классифицируется как раздельно проживающие или в разводе по официальным данным).
Брак по расчету по-прежнему популярен в Северной Корее.

## Брак в Южной Корее

### Право и запреты
Брак в Южной Корее в настоящее время ограничен союзами между лицами противоположного пола, поскольку однополые браки остаются непризнанными . Мужчины и женщины старше 21 года могут вступать в брак с согласия родителей или опекунов. В противном случае возраст согласия на брак в Южной Корее составляет 20 лет по корейскому возрасту (19 лет по международному возрасту). 20 лет также являются возрастом согласия на половую жизнь. Эти возрастные ограничения относятся к возрасту человека по лунному календарю, который, как правило, на один или два года больше, чем солнечный возраст. Южная Корея также признает то, что она называет «браками де-факто», эквивалентными «бракам по общему праву» пар, которые не зарегистрировали свой брак юридически, но либо публично объявили, что их отношения сродни браку, либо имели публичную свадебная церемония, либо жили вместе, как если бы они были женаты.

#### Брак внутри одного родового клана
До 2005 года брак между двумя людьми из одного клана нарушал корейские табу на инцест и был незаконным (статья 809 Гражданского кодекса Республики Корея), в то время как брак между людьми с одной фамилией был социально запрещён. По состоянию на середину 1990-х годов 55 % населения Южной Кореи носили одну из пяти фамилий: Ким, Пак, Ли, Чхве и Чон; и 40 % южнокорейцев заявляют о членстве в одном из трёх основных кланов: клане Кимхэ Ким, клане Чонджу Ли и клане Мирян Пак. Этот кодифицированный запрет был вдохновлён аналогичными табу в танском Китае и введён во времена позднего Чосона, в стремлении реализовать неоконфуцианские идеалы управления и общественного порядка.
В 1997 году Конституционный суд Республики Корея признал 809 статью Гражданского кодекса Республики Корея не соответствующей действующей конституции. В марте 2002 года Национальное собрание Республики Корея приняло поправку к статье (вступила в силу 31 марта 2005 года). Теперь в Южной Корее запрещены только браки между мужчинами и женщинами, состоящими в близком родстве, независимо от того, какую фамилию они носят.

### Традиционные свадебные церемонии
- Предварительная церемония

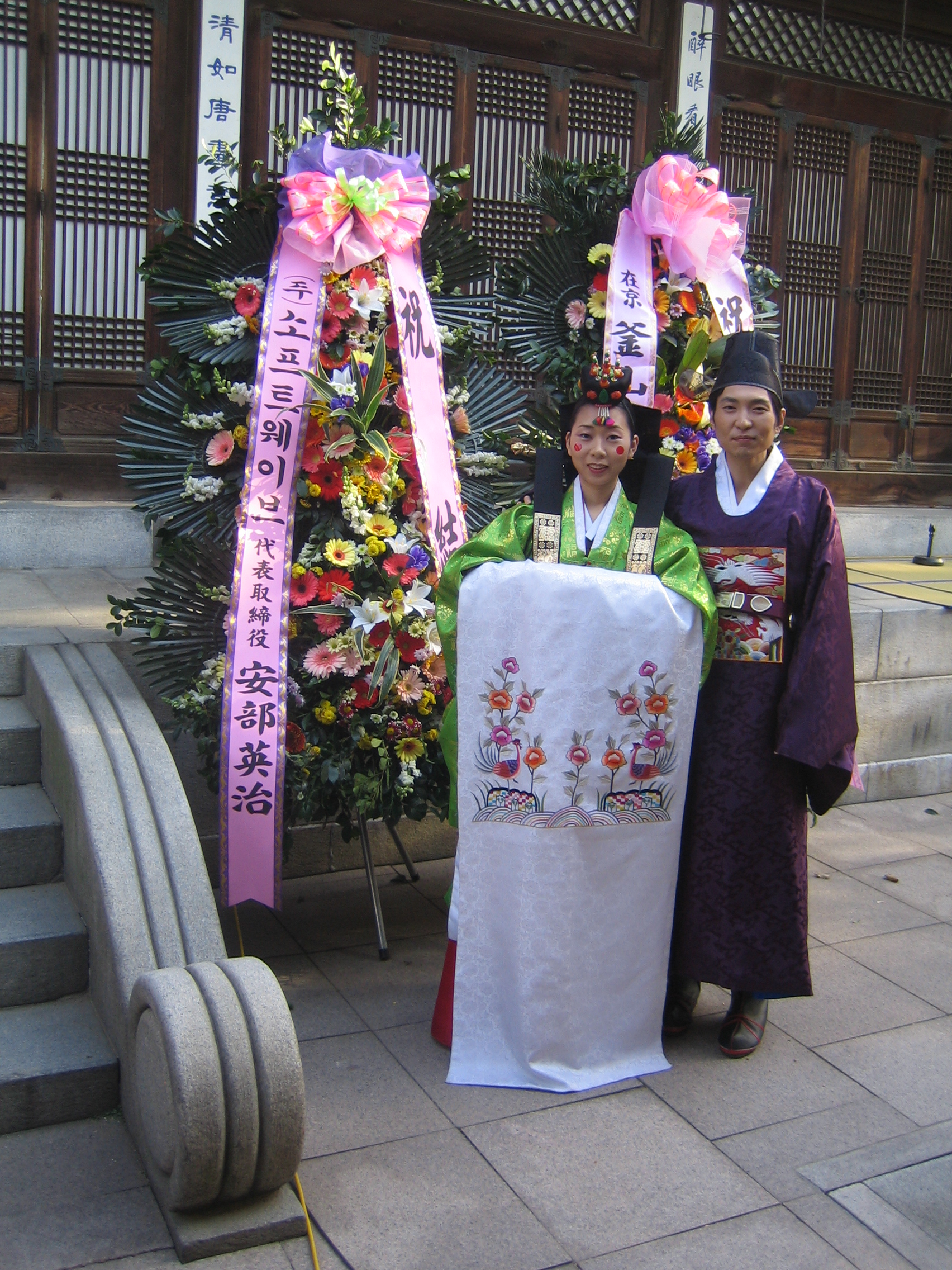
Корейская свадебная холле

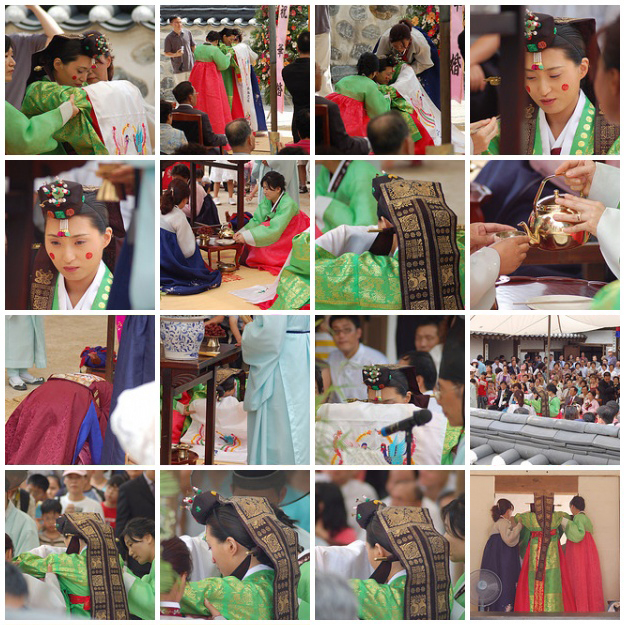
Корейская традиционная свадебная церемония

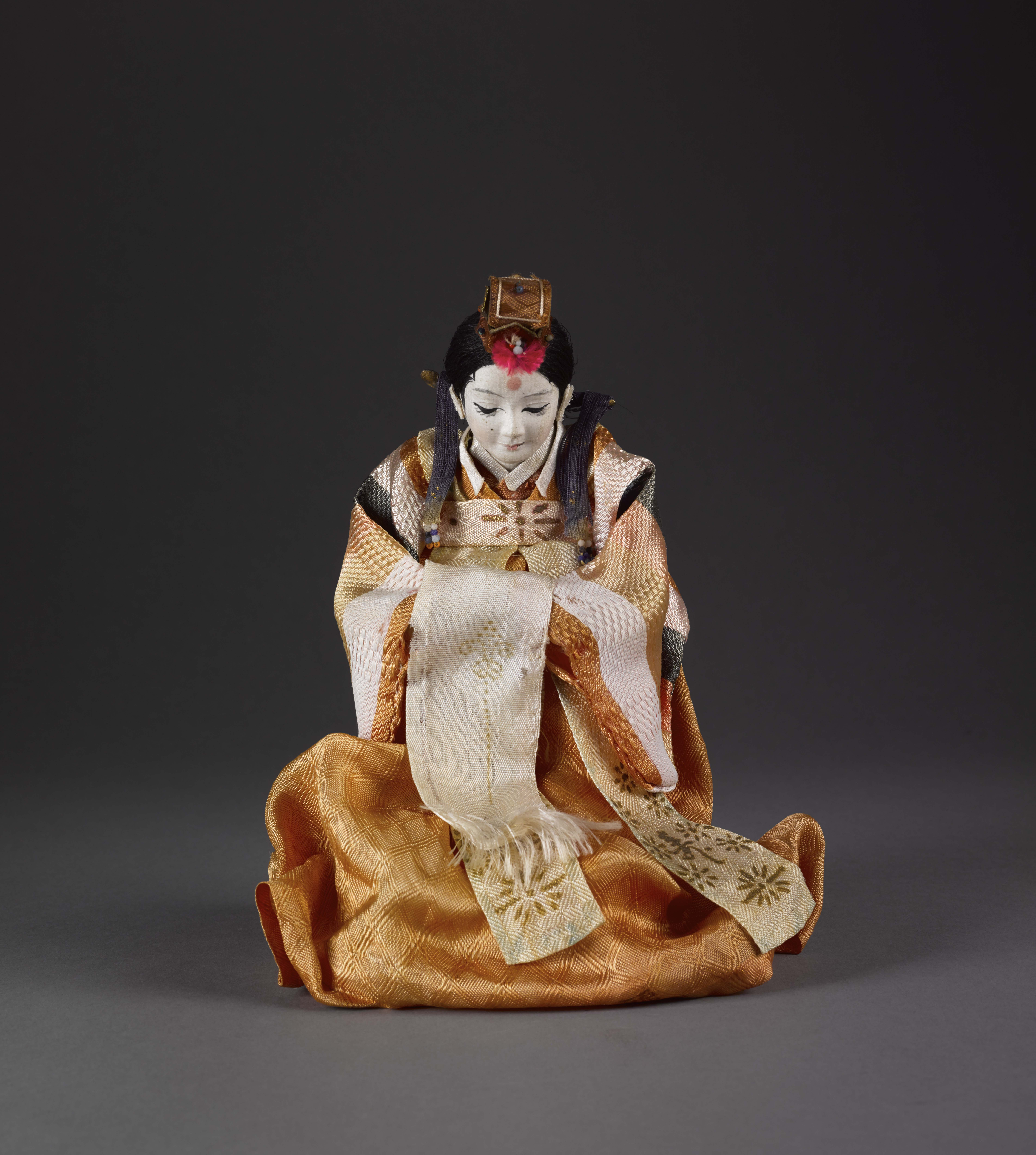
Корейская свадебная кукла, ок. 1800—1894, из архива Оксфордского колледжа Университета Эмори.

Традиционные корейские свадьбы основаны на традиционных конфуцианских ценностях и сосредоточены на них. Каждый аспект свадьбы, от организации бракосочетания до церемонии и празднования после свадьбы, сопровождался важными и продуманными шагами. В традиционной корейской культуре, как и во многих традиционных культурах, брак между мужчиной и женщиной решался старшими жениха и невесты. Так как в конфуцианских ценностях семья и обычаи семьи ставятся превыше всего, брак считается самым важным этапом в жизни. Это союз не только двух людей, но и двух семей. Кроме того, брак был способом, особенно среди элитных семей, развивать и/или поддерживать социальный статус. По этим причинам значительное количество времени уходило на подготовку, прежде чем, наконец, совершить настоящий свадебный ритуал.
Первый шаг называется ыйхон (хангыль: 의혼; ханча: 議婚), или «сватовство», когда семьи жениха и невесты обсуждают возможность брака. Учитываются различные факторы, такие как: социальный статус, личность, внешний вид, академические и/или сельскохозяйственные (промышленные) достижения, а также материальное благополучие, предсказанное гадателем. «Обычно ыйхон определяется, когда сторона жениха отправляет письмо с предложением руки и сердца, а сторона невесты отправляет ответное письмо, разрешающее этот брак».
После того, как ответ невесты отправлен обратно жениху, если он согласован, жених назначает дату церемонии. Этот второй шаг называется нальджа сольджон (хангыль: 날짜설정; ханча: 날짜設定) или «установка даты». Год, месяц, день и час жениха (по лунному календарю), известные как саджу (хангыль: 사주; ханча: 四柱), написанные на бумаге, заворачивают в бамбуковые ветки и перевязывают красной и синей нитью. Наконец, пакет заворачивают в красную и синюю ткань и отправляют семье невесты. Дата рождения жениха отправляется гадалке, которая устанавливает дату свадьбы на основе саджу. Затем эта дата отправляется обратно жениху.
Последний шаг в предцеремониальных традициях называется напче (хангыль: 납채; ханча: 納采) или обмен ценностями. Как только дата назначена, жених отправляет невесте коробку, известную как хам (хангыль: 함; ханча: 函). В хам обычно есть три предмета: хонсо (хангыль: 혼서; ханча: 婚書), чедан (хангыль: 채단; ханча: 彩緞) и хонсу (хангыль: 혼수; ханча: 婚需). Из трех наиболее важным является хонсо, или документы о браке. Хонсо дается невесте, как посвящение выйти замуж только за одного мужа. Ожидается, что жена сохранит этот документ навсегда; после смерти бумаги хоронят вместе с женой. Чедан — это набор красных и синих тканей, из которых изготавливают одежду. Красный и синий — это представление философии Инь/Ян. Наконец, хонсу — это множество других подарков семье невесты. Это могут быть товары для дома, украшения и одежда.
- Церемония

В древние времена свадьбы, называемые хонрэ (ханча: 婚禮) проводились во дворе или доме невесты. Жених ехал на лошади в дом невесты и после свадебной церемонии отвозил жену в паланкине в дом своих родителей, чтобы жить вместе. Жених и невеста на свадебной церемонии были в официальных придворных костюмах. Обычным людям разрешалось надевать роскошную одежду только в день свадьбы. Ручные фонари используются для освещения пути от дома жениха до дома невесты в ночь перед свадьбой. Традиционно семья жениха несла свадебный сундук с подарками для семьи невесты. Свадебные гуси являются символом долгого и счастливого брака. Журавли являются символом долгой жизни и могут быть изображены на женском кушаке. Пара деревянных резных уточек- мандаринок, называемых свадебными утками, часто используются в традиционных свадебных церемониях, потому что они олицетворяют мир, верность и обильное потомство.
- Наряды для невесты и жениха

Женский наряд включает в себя чогори (저고리; короткая куртка с длинными рукавами) с двумя длинными лентами, которые завязываются, образуя откорым (옷고름). Надевается чхима (치마), полная юбка с запахом и высокой талией. Туфли-лодочки из шелка носят с белыми хлопчатобумажными носками. Наряд невесты может включать белый пояс со значимыми символами или цветами. Также можно носить головной убор или корону. Норигэ (노리개) — украшение ханбока (한복), которое веками носили все классы корейских женщин. Его привязывают к юбке или ленте на жакете. Узел на вершине называется медып (매듭).
Мужчины надевали куртку (чогори, 저고리), брюки и пальто. У куртки свободные рукава, брюки просторные и завязываются на щиколотках ремешками. Поверх рубашки можно надеть жилет. Можно было носить черную шляпу. Свадебный костюм для мужчин также известен как гванбок для жениха.

### Свадебная церемония в современном стиле

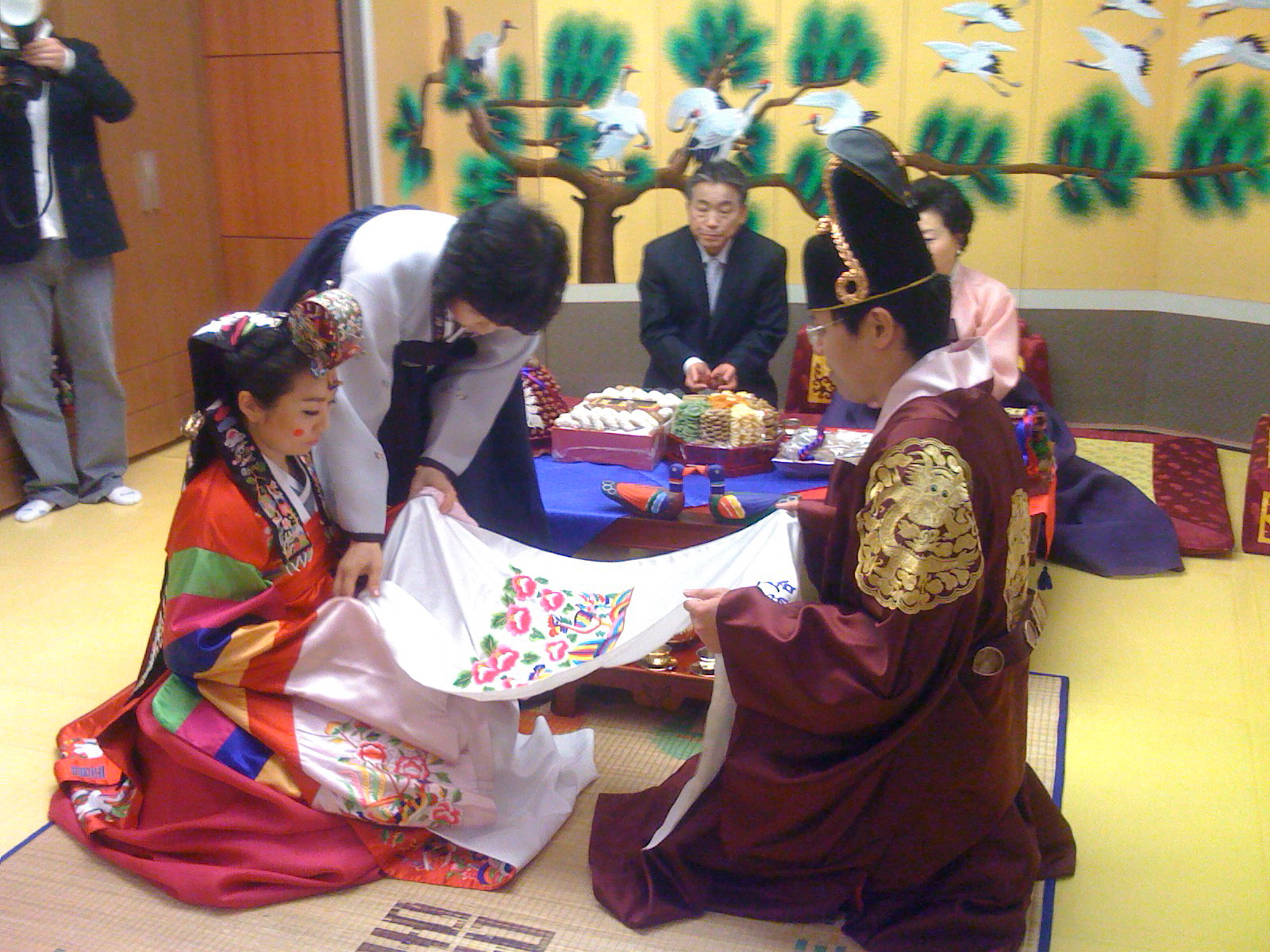
Пебэк -традиционная корейская свадьба

В крупных городах роскошные отели имеют «свадебные залы» или бальные залы, используемые специально для свадебных церемоний. Эти номера оформлены в свадебном стиле и сдаются парам. Другие свадебные залы являются самостоятельными помещениями, в которых можно провести несколько разных свадеб одновременно. Сегодня у многих пар сначала будет более «западная» церемония со смокингом и белым свадебным платьем, а затем после основной церемонии приступит к традиционной корейской свадьбе меньшего масштаба.

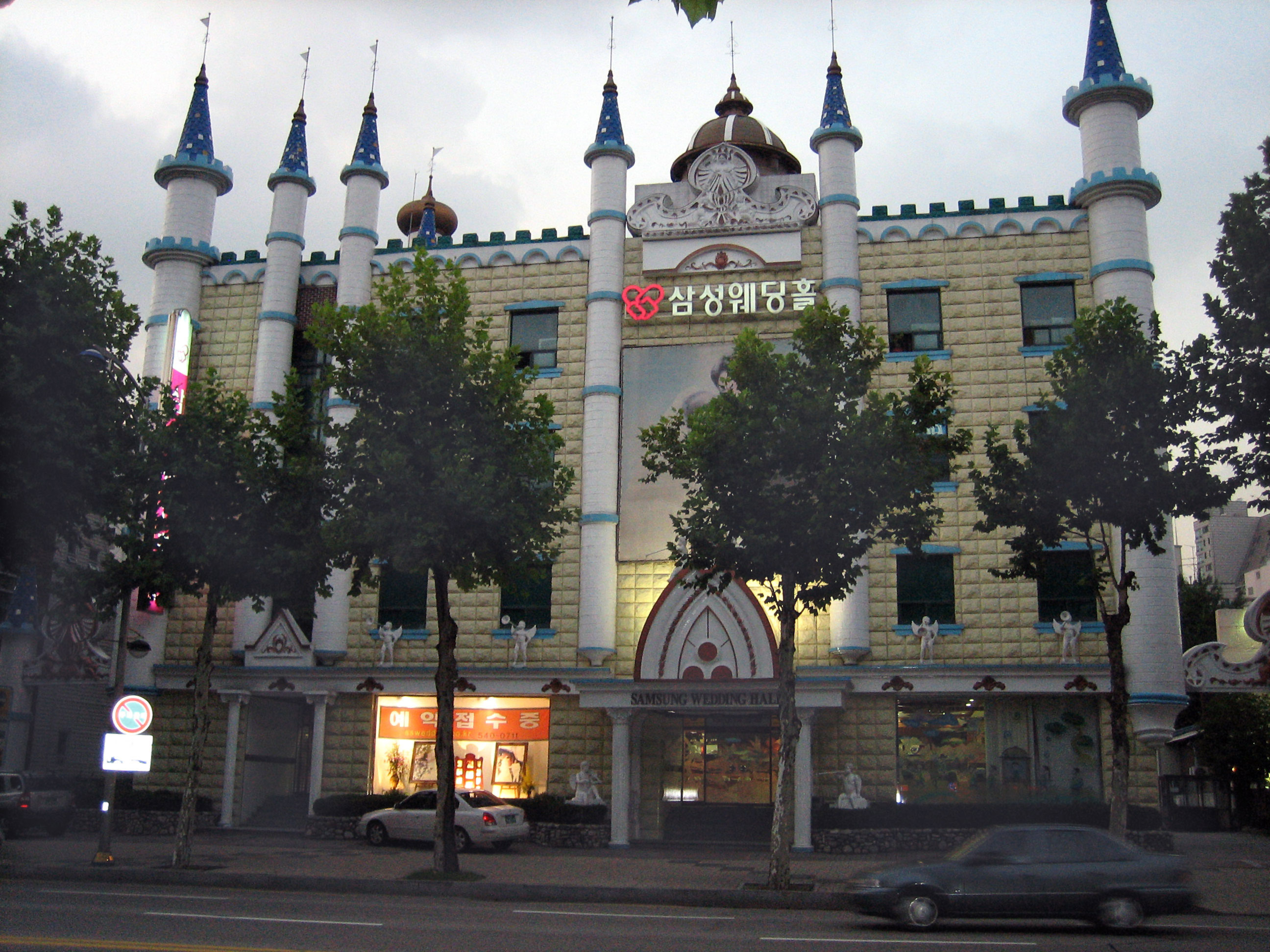
Свадебный зал Самсунг в Сеуле

#### Свадебные залы
В то время как бальный зал отеля или церковь должны сохранять гибкость, необходимую для других функций, независимые свадебные залы могут сосредоточиться исключительно на свадьбах и даже удовлетворять определённые темы. Свадьбы в роскошных отелях были запрещены правительством в 1980 г., частично разрешены в 1994 г. и полностью разрешены в 1999 г.
В более загруженных свадебных залах формальности (за исключением пары и их семей) обычно менее строгие по сравнению с западными стандартами. На одном этаже может быть фуршет, куда приходят гости со всех разных свадеб, чтобы поужинать до или после церемонии, которая может занять не более 20 минут. Наиболее распространенным подарком для новой пары являются наличные, а в зале за пределами свадебного салона представители семей пары будут собирать и регистрировать деньги, принесенные гостями на подарок.
За официальной церемонией перед гостями следует пебэк, которая является церемонией исключительно для членов семьи. Невеста официально приветствует своих новых родителей после свадебной церемонии. Кроме того, жених часто катает на спине свою мать, а затем и невесту, символизируя принятие им своих обязательств как перед матерью, так и перед женой.

#### Свадебный пир и прием
Современный корейский свадебный пир или прием (кольхон пироён, 결혼피로연, 結婚披露宴) может представлять собой смесь традиционной и западной культур. На традиционном свадебном пиру гость ожидает увидеть пулькоги (불고기, маринованные полоски говядины для барбекю), гальби (갈비, маринованные короткие ребрышки), разнообразные кимчи (маринованная капуста с различными специями, с другими ингредиентами, такими как редис, морепродукты). Будет много сопутствующих мисок с соусами для окунания.
Блюдо всегда сопровождается большим количеством белого липкого риса (밥), а также кимбапом (김밥), который представляет собой рис, яйцо, шпинат, крабовое мясо, маринованную редьку и другие ингредиенты, завернутые в морские водоросли и нарезанные на 1- дюймовые дольки. Манду (만두), пельмени с капустой, морковью, мясом, шпинатом, чесноком, луком, зелёным луком и прозрачной лапшой. Эти пельмени можно жарить во фритюре или готовить на пару. Будет предложен суп, очень часто типа кимчи, или суп из рисовых лепешек (рисовые клецки с куриным бульоном), или твенджан ччигэ, суп из ферментированной соевой пасты.
Также популярны легкий бульон из сушеных анчоусов и овощные супы из сушеного шпината, нарезанной редьки или сушеных водорослей. Рисовые лепешки на пару (тток), иногда украшенные ароматными листьями полыни или посыпанные поджаренной соевой, ячменной или просовой мукой, представляют собой вкусную ритуальную еду. На десерт будет предложено большое разнообразие фруктов, таких как корейские груши и выпечка. Для еды используются ложка и палочки.

### Текущая ситуация
По состоянию на 2020 год, по данным Статистического управления Кореи, средний возраст вступления в первый брак составляет 33,2 года для мужчин и 30,8 лет для женщин. В большом количестве браков мужчина старше женщины. Эта разница в возрасте обычно является преднамеренной. В 2013 году средняя стоимость свадьбы на человека превысила 50 миллионов вон.

#### Браки между корейцами и некорейцами
| корейские женщины + Иностранные мужья | корейские женщины + Иностранные мужья | корейские женщины + Иностранные мужья | корейские мужчины + Иностранные жены | корейские мужчины + Иностранные жены | корейские мужчины + Иностранные жены |
| Страна                                | Случаи                                | %                                     | Страна                               | Случаи                               | %                                    |
| ------------------------------------- | ------------------------------------- | ------------------------------------- | ------------------------------------ | ------------------------------------ | ------------------------------------ |
| США (в основном этнические корейцы)   | 1101                                  | 25,9                                  | Вьетнам                              | 3136                                 | 28,2                                 |
| Китай (в основном этнические корейцы) | 942                                   | 22,2                                  | Китай (в основном ханьцы)            | 2524                                 | 22,7                                 |
| Канада                                | 257                                   | 6                                     | Таиланд                              | 1735                                 | 15,6                                 |
| Япония                                | 135                                   | 3.1                                   | Япония                               | 758                                  | 6,8                                  |
|                                       |                                       |                                       | Соединенные Штаты                    | 432                                  | 3,8                                  |
|                                       |                                       |                                       | Филиппины                            | 367                                  | 3.3                                  |
|                                       |                                       |                                       | Россия                               | 275                                  | 2,4                                  |
| Другие                                | 1806                                  | 42,5                                  | Другие                               | 1873                                 | 16,8                                 |
| В общем                               | 4241                                  | 100                                   | В общем                              | 11 100                               | 100                                  |

Количество смешанных браков в Корее увеличилось из-за ряда факторов, в том числе большого числа корейцев, обучающихся за границей или путешествующих, и доли мужчин, проживающих в сельской местности, где мужчин значительно больше, чем женщин. По мере того, как мир становится все более взаимосвязанным с развитием Интернета, сайты знакомств или социальные сети предоставляют парам возможность взаимодействовать. Основная часть «смешанных» браков заключается между корейскими мужчинами и иностранками. С 2005 года количество международных браков в Корее снижается. Около 7 % пар, поженившихся в 2020 году, были интернациональными парами.
Поскольку в сельских районах Южной Кореи мало женщин, некоторые мужчины полагаются на брачных посредников и агентства, чтобы заключить брак с невестой по почте, в основном из стран Юго-Восточной Азии, таких как Вьетнам и Таиланд, а также из Узбекистана и Непала . Браки между южнокорейскими мужчинами и иностранками часто устраиваются брачными агентами или международными религиозными группами. Мужчины платят деньги за знакомство и встречу с супругой по прибытии в Южную Корею. Появляется все больше свидетельств того, что среди корейских мужчин, состоящих в браке с женщинами-иностранками, статистически более высокий уровень бедности и разводов. В настоящее время разводы между корейцами и иностранными супругами составляют 10 % от общего числа разводов в Корее. Хотя эти браки могут быть успешными, в некоторых случаях жены иммигрантов неправильно понимают и изолируются от своих корейских мужей.
Большинство китайских женщин, выходящих замуж за корейских мужчин, являются этническими ханьцами, а большинство китайских мужчин, выходящих замуж за корейских женщин, являются этническими корейцами-китайцами (조선족). Большинство американских мужчин, женатых на корейских женщинах, являются американцами корейского происхождения .
Поскольку языковые и культурные различия становятся проблемой, многие невесты-иностранки действительно страдают от культурных различий, что также влияет на социальную интеграцию их детей. Дети межрасовых брачных семей, называемых «дамунхва», что означает многокультурная семья, сталкиваются с кризисом идентичности и расовым насилием, пытаясь ассимилироваться в корейском обществе. Поскольку существует негативное социальное восприятие иностранных брачных агентств и невест из этих агентств, а также крайняя конформность корейцев одной расы, эти дети страдают от отсутствия чувства принадлежности и чувствуют себя оскорбленными из-за изоляции.
В качестве средства уменьшения проблем в будущем правительство разрабатывает программы для мужчин, которые думают жениться на иностранке, в рамках сотрудничества между Министерством гендерного равенства и Министерством юстиции. Кроме того, Министерство здравоохранения, социального обеспечения и по делам семьи предлагает программы помощи женам-иностранкам в адаптации к корейскому обществу через центры поддержки здоровой семьи по всей стране.
Центры поддержки мультикультурных семей в Южной Корее управляются и финансируются Министерством гендерного равенства и семьи. Цель и задача этих центров заключаются в предоставлении семейного образования, консультирования и культурных услуг многокультурным семьям, в оказании поддержки женщинам-иммигрантам в скорейшем обустройстве в корейском обществе и в оказании помощи многонациональным семьям в обеспечении стабильной семейной жизни. Сотрудничая с местными городами и провинциями, Центры поддержки могут предоставлять базовые, но необходимые услуги местным женщинам, такие как услуги по обучению корейскому языку и культуре, услуги по письменному и устному переводу, услуги по уходу за детьми, услуги по поддержке образования детей, услуги по трудоустройству и поддержке предприятий.

#### Однополый брак
Однополые браки официально не признаны в Южной Корее. Гомосексуальность подвергается резкой критике в основном корейском обществе, и многие корейцы считают гомосексуализм западным явлением. Однако, несмотря на то, что однополые браки в Корее незаконны, некоторые гей-пары проводят незаконные частные церемонии. Кинорежиссёр и продюсер Ким-Джо Квансу провёл частную незаконную церемонию с Ким Сынхваном, главой дистрибьюторской кинокомпании гей-фильмов «Rainbow Factory», в сентябре 2013 года. 10 ноября 2019 года в Сеуле Ким Гю Чжин, открытая лесбиянка, публично вышла замуж[как?] за свою партнёршу Она написала книгу о своём лесбийском браке в Корее под названием «Онни, ты выйдешь за меня замуж?» (언니, 나랑 결혼할래요?). 7 мая 2020 года она и её партнерша подали заявление о регистрации брака в офис Чонно-гу, но получили уведомление о невозможности такого брака.

### Типы брака и ухаживания

#### Брак по любви
Брак по любви, как его часто называют в Южной Корее, стал обычным явлением в последние несколько десятилетий. Выражение относится к браку двух людей, которые встречаются и влюбляются, минуя сватов или семейные встречи. Чаще всего жених и невеста впервые встречались на свидании вслепую, устроенном друзьями, на групповом свидании, на работе или во время учёбы в колледже или университете. Южнокорейские семьи принимают этот тип брака с большей готовностью, чем раньше.

#### Развод
Исторически уровень разводов в Южной Корее был сравнительно низким, прежде чем он начал быстро расти в середине 1990-х годов. Уровень разводов достиг своего пика и составил 3,5 развода на 1000 человек населения, что, как отмечается, является более высоким показателем, чем в некоторых европейских странах. Уровень разводов в Южной Корее начал снижаться в 2010-х годах, составляя 2,1-2,3 на 1000 человек. Население Южной Кореи в целом ранее демонстрировало консервативное отношение к разводу, но все чаще демонстрирует открытое отношение наряду с ростом числа разводов. Имеются ограниченные данные для определения вероятности повторного брака после развода в Корее.
Исследования показали, что браки между корейским гражданином и супругом-иностранцем гораздо чаще распадаются. Приблизительно 19 % браков между мужем-корейцем и женой-иностранкой были расторгнуты в течение 48 месяцев, а примерно 13 % браков между женой-кореянкой и супругом-иностранцем расторглись в течение 48 месяцев. Для сравнения, только 6 % браков между гражданами Кореи распались в течение 48 месяцев. Исследования также показывают, что браки между мужем-корейцем и женой-иностранкой могут иметь самый высокий уровень разводов из-за более низкого качества семейной жизни. В то время как менее образованные жены и мужья имеют в целом более высокий риск развода, жены-иностранки с более низким уровнем образования сталкиваются с чрезвычайно высоким риском развода в Корее.
Было отмечено, что все больший процент корейского населения расторгает браки в более позднем возрасте. Средний возраст мужчин и женщин, подавших на развод, в 2021 году вырос до 50,1 и 46,8 лет . За последнее десятилетие средний возраст развода мужчин увеличился на 4,7 года, а средний возраст женщин — на 5,2 года. Уровень разводов для других возрастных групп снизился в 2021 году, в то время как для тех, кому за шестьдесят, наблюдался рост, известный как «серый развод». Количество пар, которые расстались после 30 и более лет совместной жизни, увеличилось на 7,5 % в 2021 году, что более чем вдвое превышает показатель предыдущего десятилетия.
Корейский закон может определять, кто из супругов может подать на развод. Верховный суд Кореи не может разрешить развод, если заявитель признан виновным в распаде брака. Если один из супругов совершил акт разврата, другой супруг может подать на развод. Есть исключения, которые включают любую серьёзную причину, которая может затруднить продолжение брака. Верховный суд Кореи не полностью исключает развод, о котором ходатайствует супруг, признанный виновным. Во внимание могут быть приняты и некоторые другие факторы, такие как количество времени, прошедшее с момента расставания, и чувства другого супруга. Супруги, достигшие взаимного согласия, могут получить развод без судебного разбирательства. Корейские адвокаты ожидают, что в будущем Корея перейдет к системе развода без вины. В 2015 году Конституционный суд постановил, что закон, квалифицирующий прелюбодеяние как преступление, является неконституционным.

## Рекомендации
1. 1 2 3 4 5 6 7 8 9 10 11 12 13 14 15 16 17 18 19 20 21 22 23 24 25 26 27  Deuchler, Martina. The Confucian transformation of Korea : a study of society and ideology. — Cambridge, Mass. : Council on East Asian Studies, Harvard University, 1992. — ISBN 0674160886.
2. 1 2  KIM, CHIN (1973). Law of Marriage and Divorce in North Korea. The International Lawyer. 7 (4): 906–917. ISSN 0020-7810. JSTOR 40704842.{{cite journal}}:  Википедия:Обслуживание CS1 (url-status) (ссылка)
3. ↑  Jung, Kyungja (1 октября 2006). Rhetoric Versus Reality for the Women of North Korea: Mothers of the Revolution. Asian Survey (англ.). 46 (5): 741–760. doi:10.1525/as.2006.46.5.741. ISSN 0004-4687. Архивировано 13 октября 2022. Дата обращения: 3 февраля 2023.
4. ↑  Stephen, Elizabeth Hervey (2 января 2016). Korean unification: a solution to the challenges of an increasingly elderly population?. Asian Population Studies. 12 (1): 50–67. doi:10.1080/17441730.2015.1130326. ISSN 1744-1730.
5. ↑  Interview on Marriage in North Korea (амер. англ.). Koryo Studio (8 мая 2020). Дата обращения: 25 мая 2021. Архивировано 17 мая 2021 года.
6. ↑  Information for Expats Living, Moving, Visiting, Working in Korea. www.korea4expats.com. Дата обращения: 6 декабря 2018. Архивировано из оригинала 9 марта 2018 года.
7. 1 2  South Korea Age of Consent & Statutory Rape Laws. www.ageofconsent.net. Дата обращения: 6 декабря 2018. Архивировано 11 октября 2022 года.
8. 1 2  Wudunn, Sheryl (11 сентября 1996). Korea's Romeos and Juliets, Cursed by Their Name. The New York Times (англ.). ISSN 0362-4331. Архивировано 7 декабря 2018. Дата обращения: 6 декабря 2018.
9. ↑  The Tʻang code / Johnson. — Princeton, N.J. : Princeton University Press, 1979. — ISBN 0691092397.
10. ↑  Свадебный ритуал или Холле (혼례; 婚 禮), одна из старейших церемониальных традиций человека, является церемонией, связывающей мужчину и женщину узами брака. Виды свадебных церемоний были по-разному представлены почти во всех азиатских странах. (цитата Национального народного музея Кореи)
11. ↑  Seoul City Tour | South Korea Package Tour(Travel) | DMZ Tour. www.seoulcitytour.net. Дата обращения: 6 декабря 2015. Архивировано 15 января 2016 года.
12. ↑  Kendall, Laurel. Getting Married in Korea: Of Gender, Morality, and Modernity. — University of California Press, 1996-05-01. — ISBN 9780520916784.
13. ↑  HugeDomains.com - MyKoreanWedding.com is for sale (My Korean Wedding). www.mykoreanwedding.com. Дата обращения: 3 февраля 2023. Архивировано 28 февраля 2009 года.
14. ↑  Daum 미디어다음 - 뉴스 (кор.). News.media.daum.net. Дата обращения: 23 января 2013. Архивировано из оригинала 15 декабря 2005 года.
15. ↑  Marriage and Divorce Statistics 2020. Korea National Statistical Office. Дата обращения: 3 февраля 2023. Архивировано 26 октября 2022 года.
16. ↑  Average cost of getting married hits over 50 mln won per person. The Korea Observer. 22 октября 2013. Архивировано 24 октября 2013. Дата обращения: 22 октября 2013.
17. 1 2  Vital Statistics (Live Birth, Death, Marriage, Divorce). kosis. kosis. Дата обращения: 10 июня 2021. Архивировано 26 октября 2022 года.
18. ↑  Shin, Hae-In. Korea Greets New Era of Multiculturalism. The Korea Herald (3 августа 2006). Дата обращения: 20 апреля 2012. Архивировано 18 апреля 2012 года.
19. ↑  'Paper marriages' and the peddling of false hopes in Nepal. www.ucanews.com. Дата обращения: 3 февраля 2023. Архивировано 30 октября 2022 года.
20. ↑  Sang-Hun, Choe (24 июня 2005). Foreign brides challenge South Korean prejudices. The New York Times. Архивировано 12 ноября 2016. Дата обращения: 3 февраля 2023.
21. ↑  Asian men seek brides from poorer nations - USATODAY.com. www.usatoday.com. Дата обращения: 3 февраля 2023. Архивировано 28 декабря 2011 года.
22. ↑  2017 통계연보. 이민정보과. 법무부. Дата обращения: 3 февраля 2023. Архивировано 27 октября 2022 года.
23. ↑  Seoul Shinmun. Seoul Shinmun. Архивировано 27 октября 2022. Дата обращения: 10 июня 2021.
24. ↑  Multicultural families help make Korea more open society (21 августа 2011). Дата обращения: 24 мая 2018. Архивировано 27 октября 2022 года.
25. 1 2  다문화가족지원 포털 "다누리"에 오신 것을 환영합니다. Дата обращения: 14 января 2013. Архивировано из оригинала 19 апреля 2011 года.
26. ↑  Increase in Intercultural Marriages. korea4expats. Дата обращения: 24 мая 2018. Архивировано из оригинала 7 мая 2018 года.
27. ↑  Tae-hoon, Lee (8 сентября 2013). Korea celebrates first public gay wedding. The Korea Observer. Архивировано 20 сентября 2018. Дата обращения: 22 октября 2013.
28. ↑  결혼만 했을 뿐인데, 9시 뉴스에 나왔습니다 (кор.). 오마이뉴스 (5 июля 2020). Дата обращения: 17 мая 2021. Архивировано 27 октября 2022 года.
29. ↑  수정: 2020.06.26 23:31, 입력: 2020 06 26 17:55. [화제의 책]"동성 결혼도 30년 뒤엔 아무것도 아닐거야" (кор.). news.khan.co.kr (26 июня 2020). Дата обращения: 17 мая 2021. Архивировано 17 мая 2021 года.
30. ↑  정윤경. [SNS 세상] 동성 부부, 혼인신고서 이례적 대면 제출…이유는 (кор.). 연합뉴스 (27 мая 2020). Дата обращения: 17 мая 2021. Архивировано 27 октября 2022 года.
31. 1 2 3 4  Lee, Sangsoo (28 сентября 2021). Trends and educational variation in the association between spouses' marital histories in South Korea, 1993–2017. Demographic Research (англ.). 45: 857–870. doi:10.4054/DemRes.2021.45.27. ISSN 1435-9871. Архивировано 6 декабря 2022. Дата обращения: 3 февраля 2023.
32. 1 2 3 4  Choi, Yool (12 сентября 2020). Marital dissolution of transnational couples in South Korea. Journal of Ethnic and Migration Studies (англ.). 46 (14): 3014–3039. doi:10.1080/1369183X.2019.1585021. ISSN 1369-183X. Архивировано 6 декабря 2022. Дата обращения: 3 февраля 2023.
33. 1 2 3 4  Min-kyung, Jung. More Koreans end marriage at older age: data (англ.). The Korea Herald (17 марта 2022). Дата обращения: 6 декабря 2022. Архивировано 6 декабря 2022 года.
34. 1 2 3 4 5 6  South Korea: Supreme Court Keeps Unfaithful Spouses from Being Able to File for Divorce. Library of Congress, Washington, D.C. 20540 USA. Дата обращения: 6 декабря 2022. Архивировано 6 декабря 2022 года.

### Чтение по этой теме
- Norimitsu Onishi, Divorce in South Korea Striking a New Attitude, The New York Times, 21 September 2003
- Dennis Hart. From Tradition to Consumption: Constructing a Capitalist Culture in South Korea. — Seoul : Author, 2003. — ISBN 978-89-88095-44-7.
- Kendall, Laurel. Getting Married in Korea: Of Gender, Morality, and Modernity. — University of California Press, 1996. — ISBN 978-0-520-20200-9.978-0-520-20200-9